# 王汗

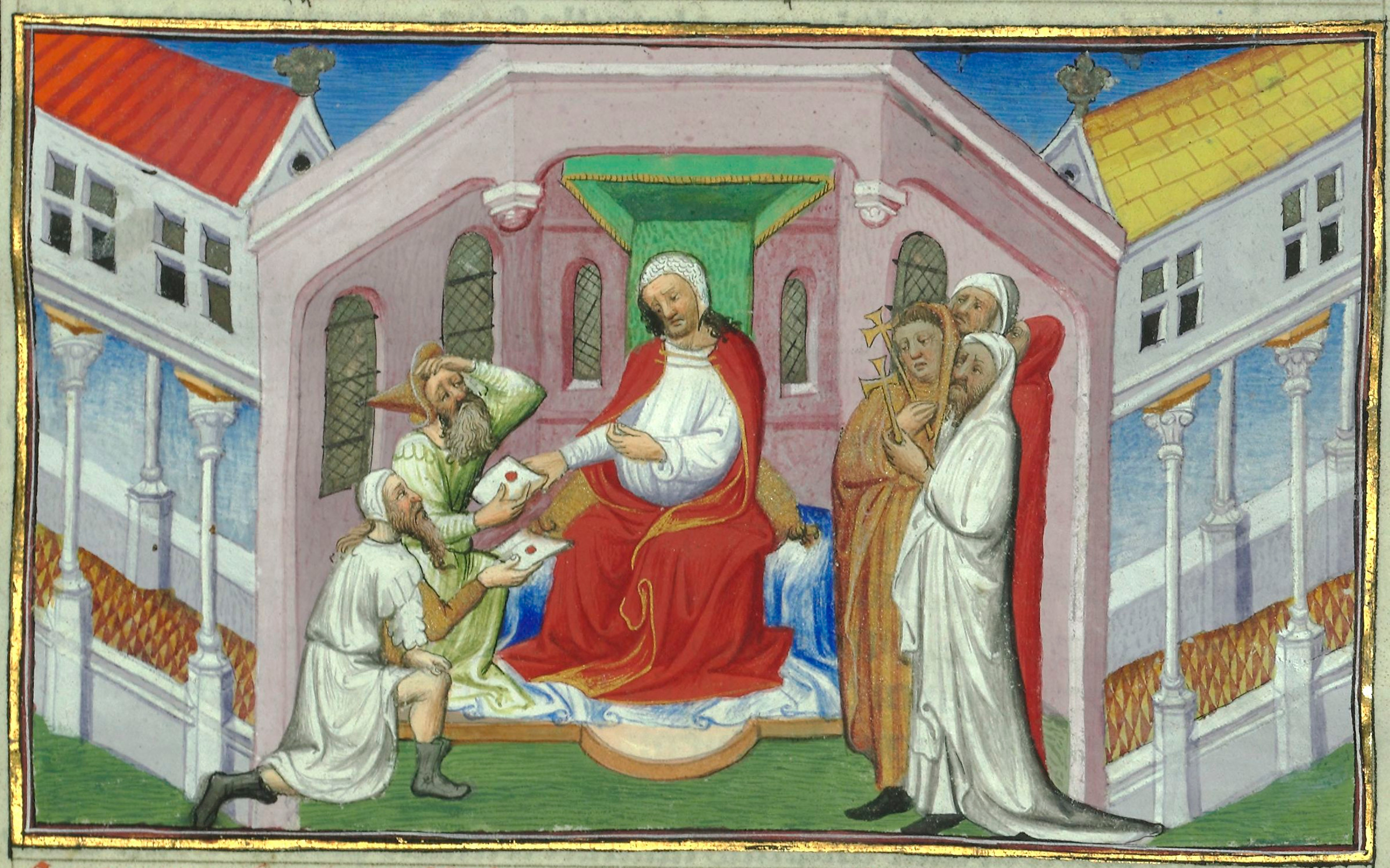
在《馬可波羅遊記》插畫中的「長老約翰」，即王罕。畫中其接受來自成吉斯汗兩位使節跪見。注意其所穿為天主教紅衣主教服飾，身旁隨從手拿十字架，此應與被視為長老約翰有關。

王汗（《元史》作汪罕，秘史记音：王 中罕，？—1203年），名脱里或脫斡鄰勒（秘史记音：脫斡舌鄰勒），是克烈末代首领，因受金國册封为王，故称王汗，清代史料記作「翁罕」。
王罕为了争夺克烈部族的汗位，在也速该的帮助下，战胜了自己的弟弟、叔叔。为了感谢也速该，王汗与蒙古首领也速该结为安答，也速该死后，其子铁木真与蔑儿乞部发生冲突，向其求援。王汗认铁木真为义子，与札木合合兵击败蔑儿乞部。后亦多次聯同铁木真联军对抗塔塔兒、蔑儿乞、札木合和乃蛮。
1203年，王汗因铁木真的势力迅速扩大而感到不安，于春季派遣其子桑昆进攻其部落。铁木真初卑辞请和，待王汗等人沉醉酒宴，不设防备时，予以突袭。秋，王汗被彻底击败，逃至乃蛮，死于当地邊將火力速八赤之手。
后裔有奇旺是土尔扈特的祖先。
由於王汗是景教徒，所以可能是祭司王約翰的雛形之一。

## 家族成員
- 祖父：马尔忽思·不亦鲁黑汗（《辽史》称「磨古斯」）[3]
- 父：忽兒察忽思·不亦魯黑汗
- 弟：札合敢不
- 子：亦剌合·桑昆
- 子：畏忽，旭烈兀脫古思可敦之父